# Пасынки (заказник)
Пасынки (бел. Пасынкi) — биологический заказник в Мядельском районе Минской области Белоруссии. Ранее являлся государственным биологическим заказником республиканского значения. Ныне функционирует в составе Нарочанского национального парка.
Заказник образован согласно постановлению Совета министров Белорусской ССР от 9.1.1991 № 13 одновременно с Некасецким заказником и заказником Рудаково. Основное назначение — поддержание экологического баланса луговых прибрежных экосистем озера Нарочь и сохранение в естественном состоянии уникального природно-ландшафтного комплекса юга Белорусского Поозерья.
Биологический заказник «Пасынки» находится на северном побережье озера Нарочь, между деревнями Чаровки и Пасынки Мядельского района. Общая площадь заказника составляет 10 га (0,1 км²).
На территории заказника представлены оригинальные сообщества растений с участием редких и уникальных видов, которые занесены в Красную книгу Республики Беларусь. Ценность представляют суходольные луга, на которых произрастают лесостепные и степные травянистые растения. Основные виды — вероника широколистная, живучка женевская, ветреница лесная, осока гвоздичная, земляника зелёная, горичник горный, молодило шароносное и др.